# Историjа Влашке
Историја Влашке није суверена, већ аутономна. Тачно историјско име земље је Угровлашка у антониму Мегаловлахија. До 1330. године не може се говорити о властитој историји Влашке.
До краја Другог бугарског царства територија Влашка била је његов саставни део.  Сви влашки војводи или господари до почетка 18. века под влашћу фанариота названи су првим именом „Јован“ у част бугарског владара Јован Асен II, како би нагласили континуитет и легитимитет своје моћи. Поред тога, у Влашкој је чак и узус реконструисан на језику влахо-бугарске повеља до 18. века био бугарски, а до формирања Румуније био је написан на румунској ћирилици. 
Методолошки се историја Влашка може поделити на следећа раздобља:
1. период оснивања од 1330. до 1417. године када је Мирча Старији препознат као османски вазали;
2. тампон период од 1417. до Мохачке битке, током које су османски и мађарски фаворити оспоравали власт;
3. период успостављања од 1526. до краја владавине Селима II. Тада је саграђен манастир Куртеа де Арђеш;
4. период борбе за власт - подудара се са Султанатом жене, када је Млетачки Валиде султана оспорио своју моћ са наследницима и следбеницима Михајла Кантакузина Шејтаноглуа;
5. период стабилизације и просперитета који је започео Матеј Басараб и завршио фанариоти;
6. владавина фанариота од 1715. до 1832. године;
7. руска уставна управа до Париског мира (1856).

Често је укључена у Уједињене Кнежевине и Кнежевине Србије.